# Światowy Indeks Prześladowań
Światowy Indeks Prześladowań – ranking pięćdziesięciu państw świata, w których chrześcijanie prześladowani są z powodu swojej wiary. 
Ranking, publikowany od początku lat 90. XX wieku przez organizację Open Doors, charakteryzuje państwa, w których łamane są niezbywalne prawa obywatelskie, w tym prawo do wolności myśli, sumienia i wyznania. Dotyczy osób będących wyznawcami różnych nurtów chrześcijańskich. Publikacja rankingu ma być wezwaniem do modlitwy i praktycznego zaangażowania na rzecz ludzi dyskryminowanych i prześladowanych.